# Teatr Polonia
Teatr Polonia (do 2005 kino „Polonia”) – teatr dramatyczny w Warszawie założony w 2005 przez Fundację Krystyny Jandy na rzecz Kultury.
Fundacja Krystyny Jandy na rzecz Kultury prowadzi także „Och-Teatr” w Warszawie; dyrektorem obu teatrów jest Alicja Przerazińska.

## Historia
Siedziba Teatru Polonia mieści się w Marszałkowskiej Dzielnicy Mieszkaniowej (MDM), przy ul. Marszałkowskiej 56. Wcześniej w budynku mieściło się kino Polonia (a przed 1945 rokiem kino Imperial). W lutym 2005 w posiadanie sali kinowej weszła Fundacja Krystyny Jandy na rzecz Kultury i rozpoczęła jej adaptację do sali teatralnej. W tym samym roku uruchomiona została tzw. mała scena (Fioletowe pończochy).
Do grudnia 2006 trwała adaptacja sali kinowej na scenę teatralną. Pierwsza premiera na dużej scenie odbyła się 3 grudnia 2006, był to dramat Trzy siostry (1901) Antona Czechowa.
W miesiącach letnich Teatr Polonia wystawia darmowe przedstawienia na placu Konstytucji. Teatr Polonia szybko stał się jedną z najbardziej popularnych scen stolicy. Rocznie odwiedza go ok. 250 tys. widzów. Teatr dużo jeździ po kraju. W 2010 roku Krystyna Janda otworzyła drugą scenę w dawnym kinie Ochota przy ul. Grójeckiej – Och-Teatr, którego szefową została jej córka, Maria Seweryn. Pierwszą premierą przy Grójeckiej była Wassa Żeleznowa Gorkiego. Spektakle w Polonii poruszają ważne sprawy społeczne jak starość, homoseksualizm czy rolę kobiet w małżeństwie.
Oprócz ambitnych sztuk, na scenie można zobaczyć lżejsze spektakle z gwiazdami polskich scen. W teatrach odbywają się także koncerty gwiazd oraz liczne recitale i gościnne spektakle.

## Spektakle
- Stefcia Ćwiek w szponach życia (2005)
- Ucho, gardło, nóż (2005)
- Shirley Valentine (2006)
- Darkroom (2006)
- Miss HIV (2006)
- Pchła Szachrajka (2006)
- Patty Diphusa (2006)
- Trzy siostry (2006)
- Lament na placu Konstytucji (2007)
- Szczęśliwe dni (2007)
- Rajskie jabłka (2007)
- Boska! (2007)
- Metoda (2007)
- Wątpliwość (2007)
- Kobiety w sytuacji krytycznej (2007)
- Miłość ci wszystko wybaczy (2008)
- Dowód (2008)
- Grube ryby (2008)
- Starość jest piękna (2008)
- Bóg (2008)
- Dancing (2008)
- Romulus Wielki (2009)
- Dżdżownice wychodzą na asfalt (2009)
- Pani z Birmy (2009)
- JangaJan – Hej Joe! (2009)
- Bagdad Café (2009)
- Ojciec polski (2009)
- Pan Jowialski (2010)
- Przygoda (2011)
- Kanta na cztery skrzydła (2010)
- Jeszcze będzie przepięknie (2010)
- Dobry wieczór Państwu (2011)
- Ojciec Bóg (2011)
- 32 Omdlenia (2011)
- Po co są matki? (2011)
- Jekyll/Hyde (2011)
- Kontrakt (2011)
- Moja Droga B. (2012)
- Seks dla opornych (2012)
- Pod mocnym Aniołem (2012)
- Kopciuszek (2012)
- Zbrodnia z premedytacją (2012)
- Związek otwarty (2012)
- Trzeba zabić starszą panią (2012)
- Danuta W. (2012)
- Zmierzch długiego dnia (2012)
- Matka Polka terrorystka (2012)
- Kopciuszek (2012)
- Baba Chanel (2013)
- Kalina (2013)
- Czerwony kapturek (2013)
- Konstelacje (2013)
- Chodź ze mną do łóżka (2013)
- Depresja komika (2013)
- Ich czworo (2014)
- Klaps! 50 twarzy Greya (2014)
- Medea (2014)
- Kolacja kanibali (2014)
- Happy now? (2015)
- Porozmawiajmy po niemiecku (2015)
- Raj dla opornych (2015)
- Na czworakach (2015)
- Mgnienie (2015)
- Kto się boi Virginii Woolf? (2016)
- Matki i synowie (2016)
- Zabawa (2016)
- Słoneczna linia (2016)
- Spowiedź chuligana. Jesienin (2017)
- Piękny nieczuły (2017)
- Dzieła wszystkie Szekspira (2017)
- Żeby nie było śladów (2018)
- Zapiski z wygnania (2018)
- Winny (2018)

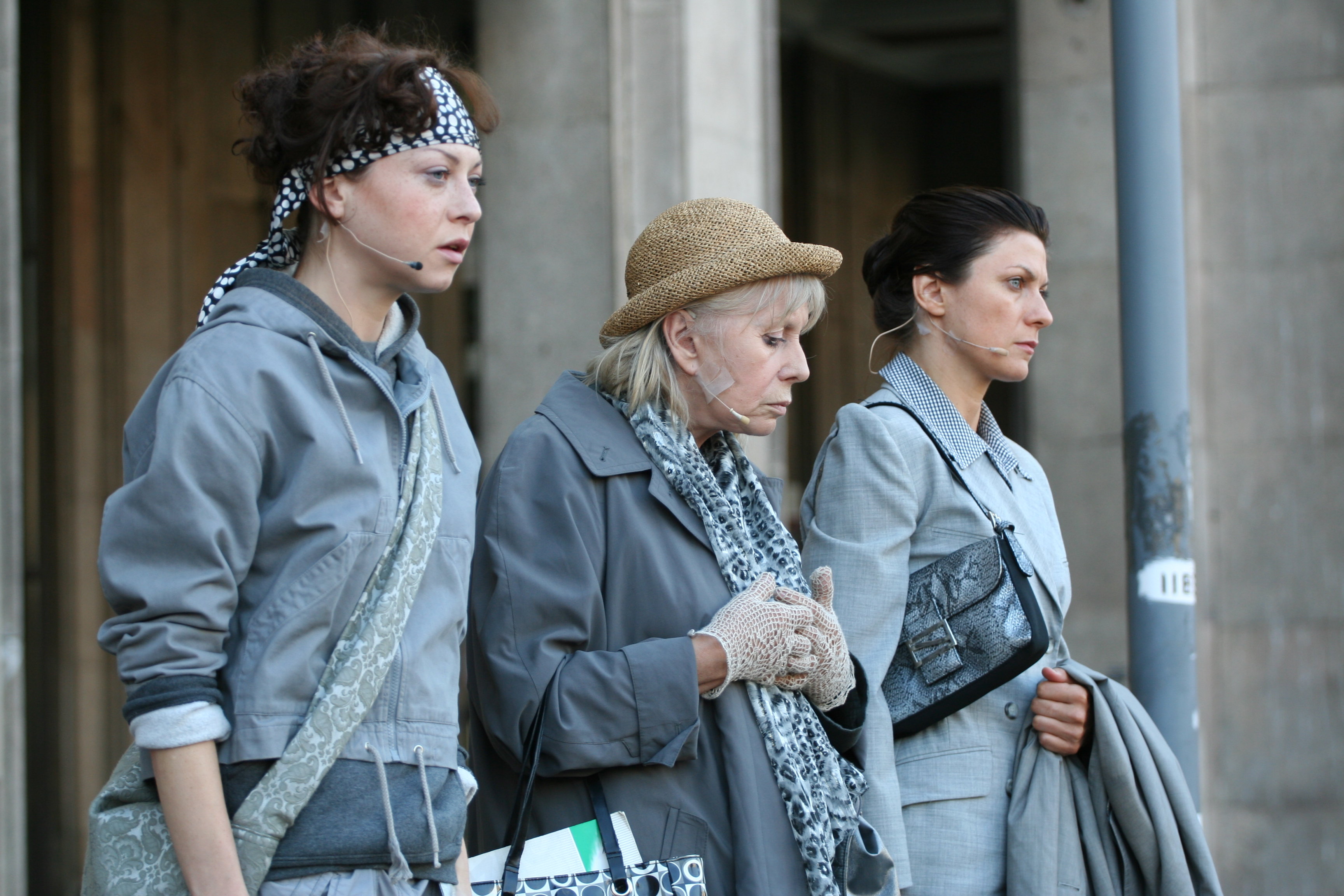
Lament na placu Konstytucji, lipiec 2008
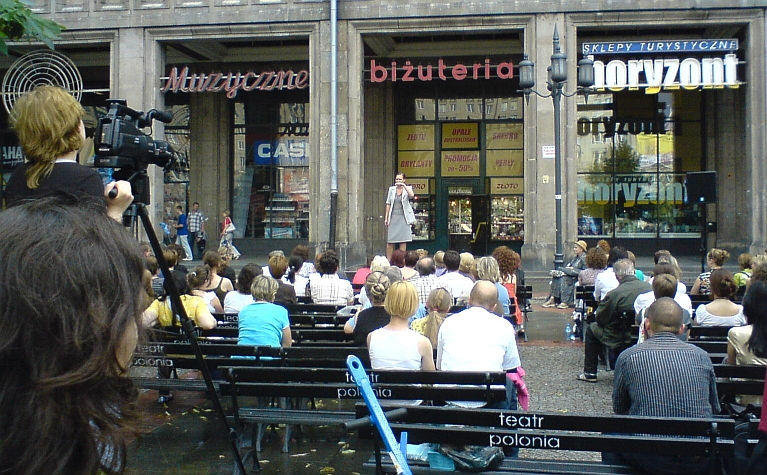
Spektakl Lament (Plac Konstytucji, Warszawa, lipiec 2009)

## Pracownicy teatru
- Dyrektor: Alicja Przerazińska
- Dyrektor artystyczny: Krystyna Janda

## Aktorzy
Teatr nie zatrudnia stałej obsady aktorskiej. Aktorzy, którzy występują lub występowali w Teatrze Polonia:
Bartosz Adamczyk,
Violetta Arlak,
Piotr Bajtlik,
Artur Barciś,
Aleksander Bednarz,
Dominika Biernat,
Janusz Bogacki, Olga Bołądź,
Piotr Borowski,
Ewa Konstancja Bułhak,
Agata Buzek,
Wojciech Chorąży,
Sebastian Cybulski,
Wojciech Czerwiński,
Mariusz Drężek,
Katarzyna Figura,
Janusz Gajos,
Ignacy Gogolewski,
Katarzyna Groniec,
Karolina Gruszka,
Anna Iberszer,
Arkadiusz Janiczek,
Krystyna Janda,
Hubert Jarczak,
Marta Juras,
Marek Kudełko,
Piotr Ligienza,
Mateusz Łasowski,
Jerzy Łapiński,
Anna Iberszer,
Joanna Kasperek-Artman,
Ewa Kasprzyk,
Maria Klejdysz,
Krzysztof Kiersznowski,
Hanna Konarowska,
Aleksandra Konieczna,
Tomasz Kot,
Agnieszka Krukówna,
Iza Kuna,
Jerzy Łapiński,
Maciej Maciejewski, Krzysztof Materna,
Katarzyna Maternowska,
Wiesława Mazurkiewicz,
Zofia Merle,
Rafał Mohr,
Joanna Niemirska,
Sławomir Orzechowski,
Marcin Piejaś,
Michał Piela,
Joanna Pokojska,
Dorota Pomykała,
Alicja Przerazińska,
Maciej Radel,
Modest Ruciński,
Olga Sarzyńska,
Andrzej Seweryn,
Maria Seweryn,
Bogusława Schubert,
Lidia Stanisławska,
Patrycja Szczepanowska,
Ewa Szykulska,
Maciej Stuhr,
Ewa Telega,
Krystyna Tkacz,
Jan Tomaszewski,
Jerzy Trela,
Joanna Trzepiecińska,
Tomasz Tyndyk,
Jakub Wieczorek,
Karol Wróblewski,
Barbara Wrzesińska,
Małgorzata Zajączkowska,
Jacek Zawada,
Małgorzata Zofia Zawadzka,
Wiktor Zborowski,
Leszek Zduń,
Cezary Żak,
Zofia Wichłacz.